# Arbutus canariensis
Arbutus canariensis là một loài shrub hoặc tree thuộc họ Ericaceae. Đây là loài đặc hữu của quần đảo Canary của Tây Ban Nha. Chúng hiện đang bị đe dọa vì mất môi trường sống.

## Hình ảnh

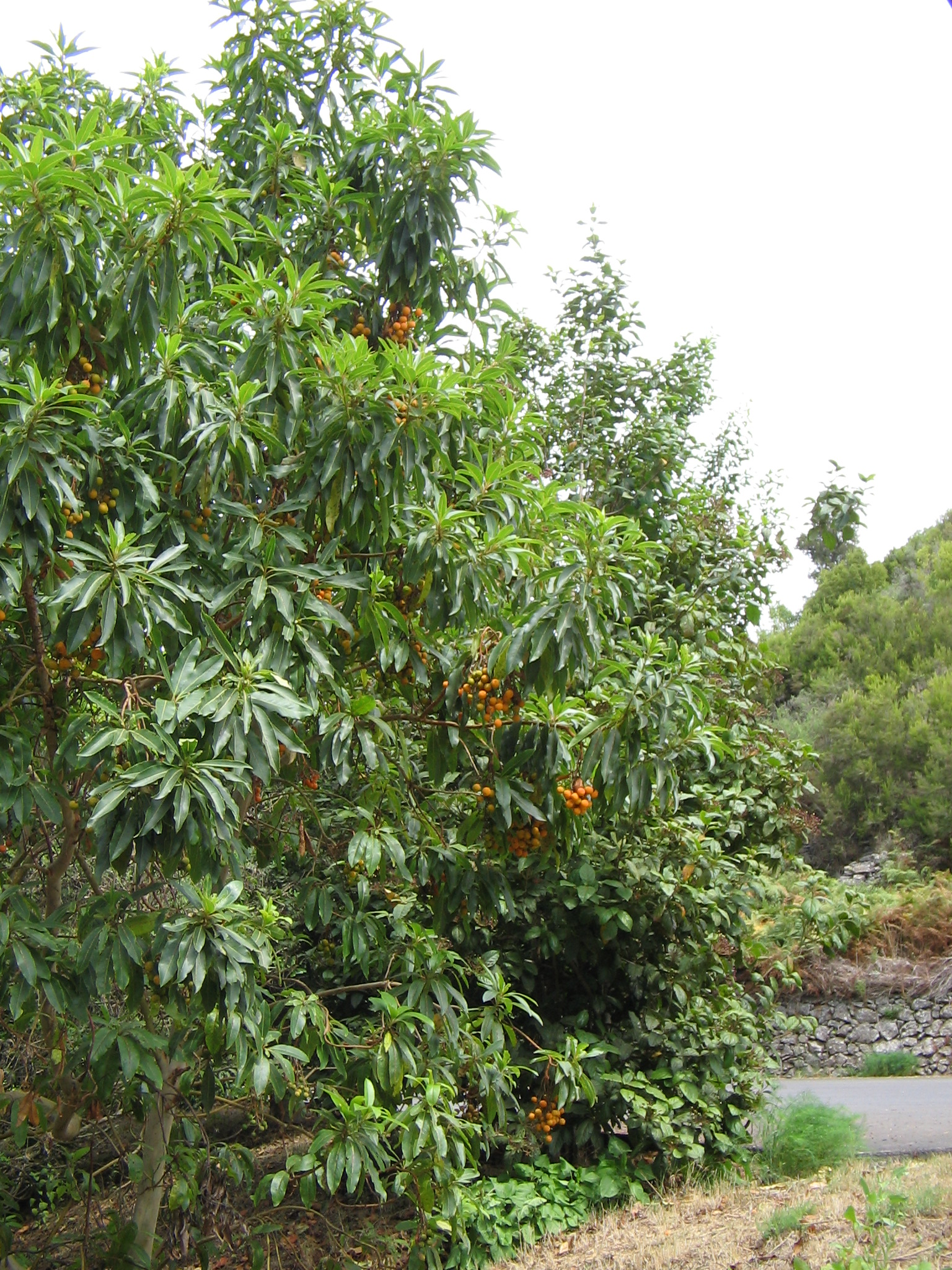
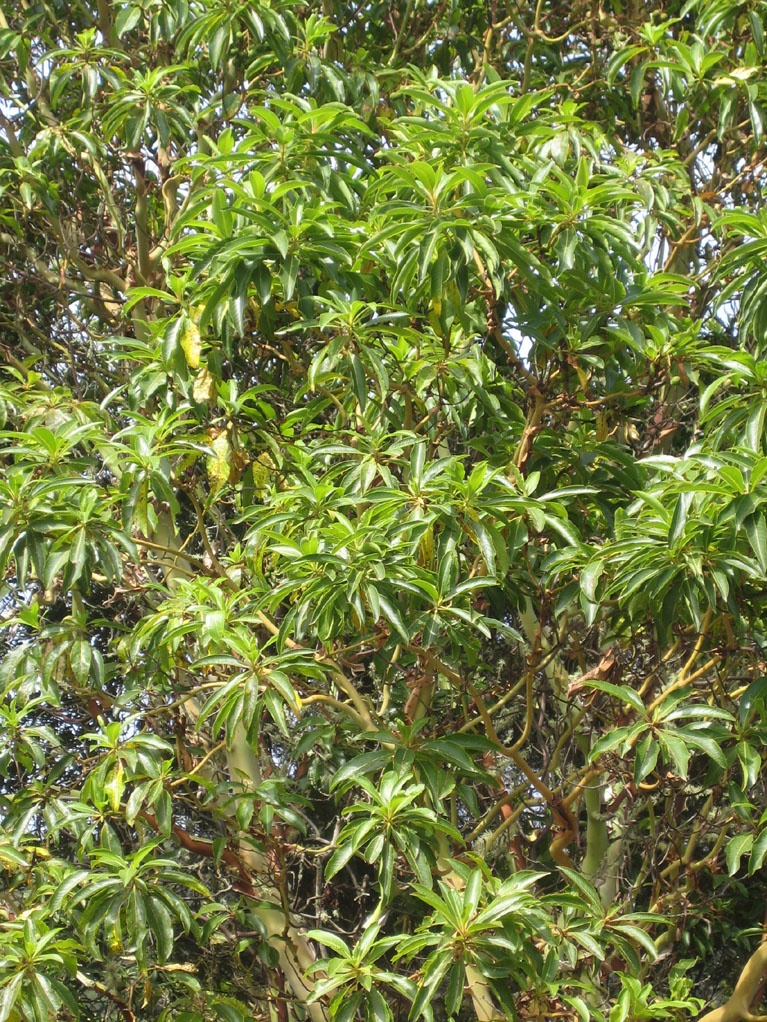
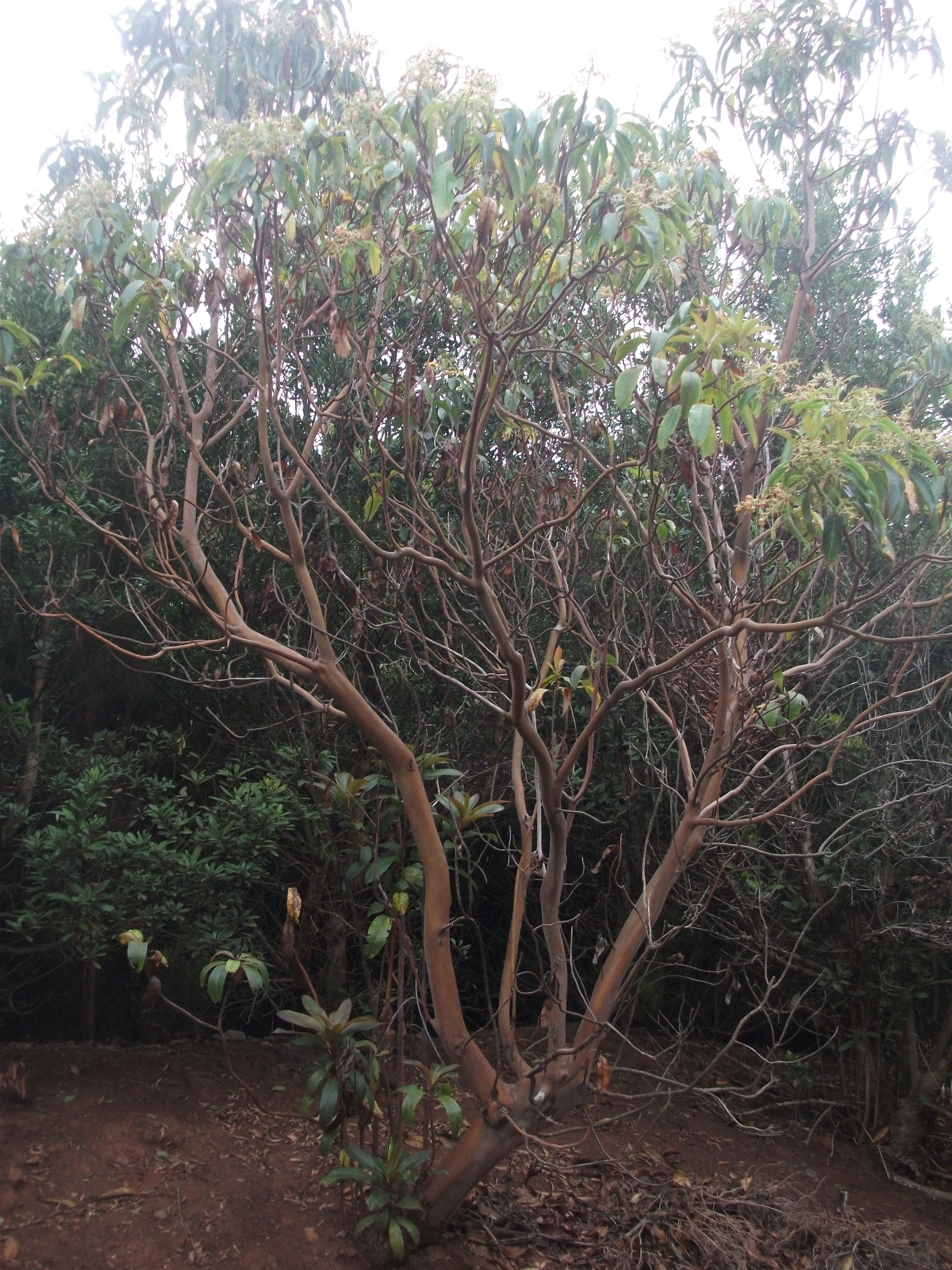
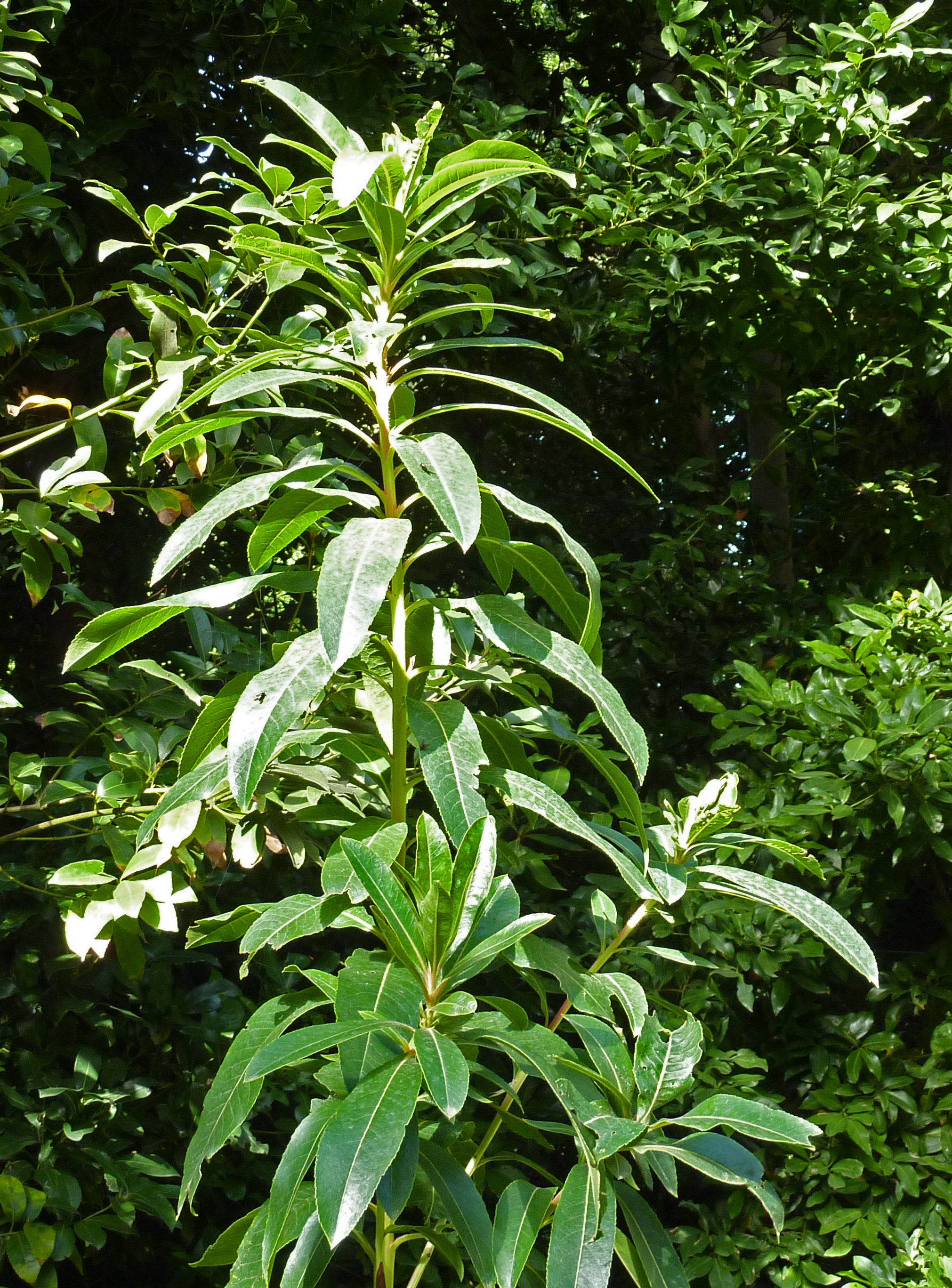